# Florianiberg (Plabutsch)
Der Florianiberg ist ein 527 m ü. A. hoher Hügel im österreichischen Bundesland Steiermark. Die Erhebung befindet sich im Südwesten der Landeshauptstadt Graz und ist als Standort der Florianikirche aus dem Jahr 1597 bekannt. Auf dem vermutlich bereits in der Kupfersteinzeit besiedelten Berg befand sich außerdem eine frühmittelalterliche Fliehburg.

## Lage und Umgebung
Der Florianiberg bildet den südöstlichen Abschluss des Plabutsch-Buchkogel-Zuges und überragt das Grazer Feld bei Straßgang um etwa 180 m. Der Hügelkamm verläuft nach Westnordwest weiter zum Bockkogel und markiert die Stadtgrenze zur Gemeinde Seiersberg-Pirka. Während sich die Nordseite des Berges bewaldet zeigt, sind Südsporn und Südwesthang (Gedersberg) stark besiedelt. Am unteren Nordosthang befinden sich die Pfarrkirche Straßgang und der dazugehörige Friedhof. Das Gipfelplateau mit der Florianikirche ist von Straßgang aus über einen Natur- und Kulturlehrpfad – gleichzeitig Kreuzweg – erreichbar. Der Florianiberg ist Teil des Landschaftsschutzgebiets Westliches Berg- und Hügelland von Graz (LSG-39).

## Geologie und Geomorphologie
Der Florianiberg besteht aus hellen und dunkelgrauen unterdevonischen Dolomiten der Rannach-Fazies innerhalb des Grazer Paläozoikums. Darunter liegen Dolomitsandsteine, am Osthang ist ein Band verschiedenfarbiger Diabastuffe zwischengelagert. Die dunklen Dolomite werden teilweise durch graue und braune Rauchwacken, gelbe und braune, meist mylonitische Kalke und braune Tonschiefer vertreten. Dieser Komplex sogenannter Braungesteine ist eine Besonderheit im südlichen Teil der Hügelkette und erreicht am Florianiberg seine größte Mächtigkeit. Weiter im Hangenden treten auch violette und braunblaue Kalke auf. Das Tuffband, das sich durch den gesamten Plabutsch zieht, besteht zwischen Seiersberg und Florianiberg aus bis zu 17 Lagen und erreicht mit eingeschalteten Sedimenten eine Mächtigkeit von fast 30 m. Im Lienhard-Steinbruch oberhalb des Friedhofs beträgt die sichtbare Tuffmächtigkeit zwischen 10 und 11 m. Der violette Diabastuff diente in der Vergangenheit als Baustoff, beispielsweise zur Errichtung von Straßganger Häusersockeln und des Unterbaus der Pfarrkirche sowie als Straßenschotter. Die charakteristische violette und rotviolette Färbung geht auf eine feine Einmischung mikroskopischer Hämatit- und Magnetitkristalle zurück, Variationen in bräunlichen oder gelblichen Farbtönen enthalten Limonit. Bemerkenswert ist außerdem ein Vorkommen von Kristallingeröllen, die örtlich Dezimetergröße erreichen.
Die Verebnungsfläche westlich des Gipfels auf rund 500 m ü. A.  wird von Arthur Winkler-Hermaden dem Stadelberg-Niveau zugeordnet, das sich leicht ansteigend bis Leoben verfolgen lässt. Am Nordhang bilden die Diabastuffe einen Quellhorizont. An den südlichen Ausläufern des Berges stehen die Dolomitsandsteine und grobklastische Lockersedimente in direktem Kontakt mit der Kaiserwaldterrasse und sorgen für die Grundwasseranreicherung derselben.

## Geschichte
Archäologische Streufunde lassen eine kupferzeitliche Besiedlung des Florianiberges bereits im 4. Jahrtausend v. Chr. vermuten. Für den Buchkogel ist eine solche bei St. Johann und Paul in Zusammenhang mit der Lasinjakultur nachgewiesen. Die Spitze einer Bronzelanze aus dem 1. Jahrtausend v. Chr. konnte der Urnenfelderkultur zugeordnet und als mögliche Votivgabe identifiziert werden. Möglicherweise hallstattzeitliche Hügelgräber südwestlich des Berges wurden im 20. Jahrhundert im Zuge von Bauarbeiten planiert. Ein Hiebmesser sowie eine Bronzefibel aus dem 3. Jahrhundert v. Chr. wurden mit der Latènekultur in Verbindung gebracht. Weitere Fibel- und Münzenfunde stammen aus den ersten römischen Jahrhunderten n. Chr.

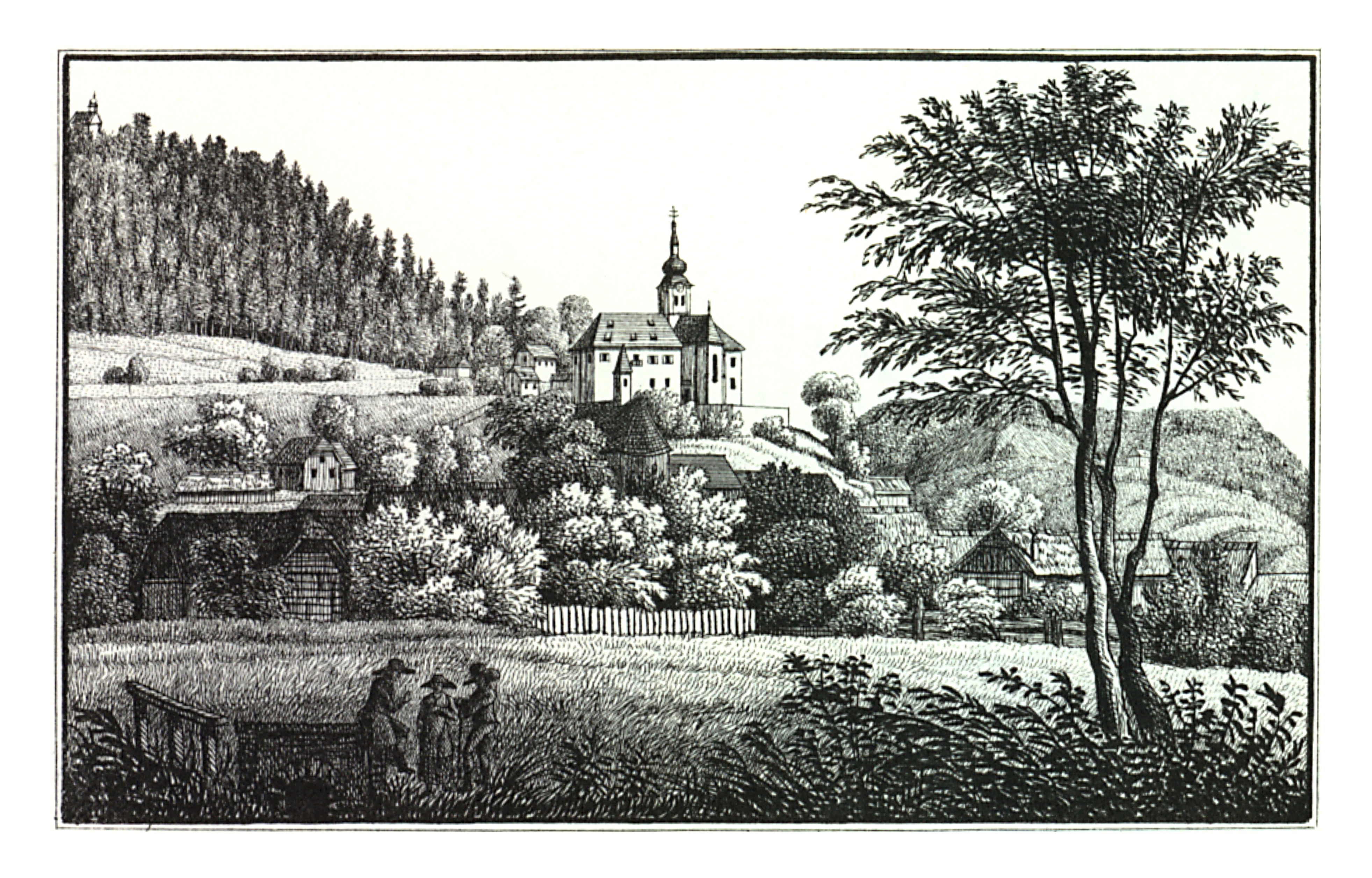
Florianiberg mit Pfarrkirche Straßgang (Lithographie von 1830)

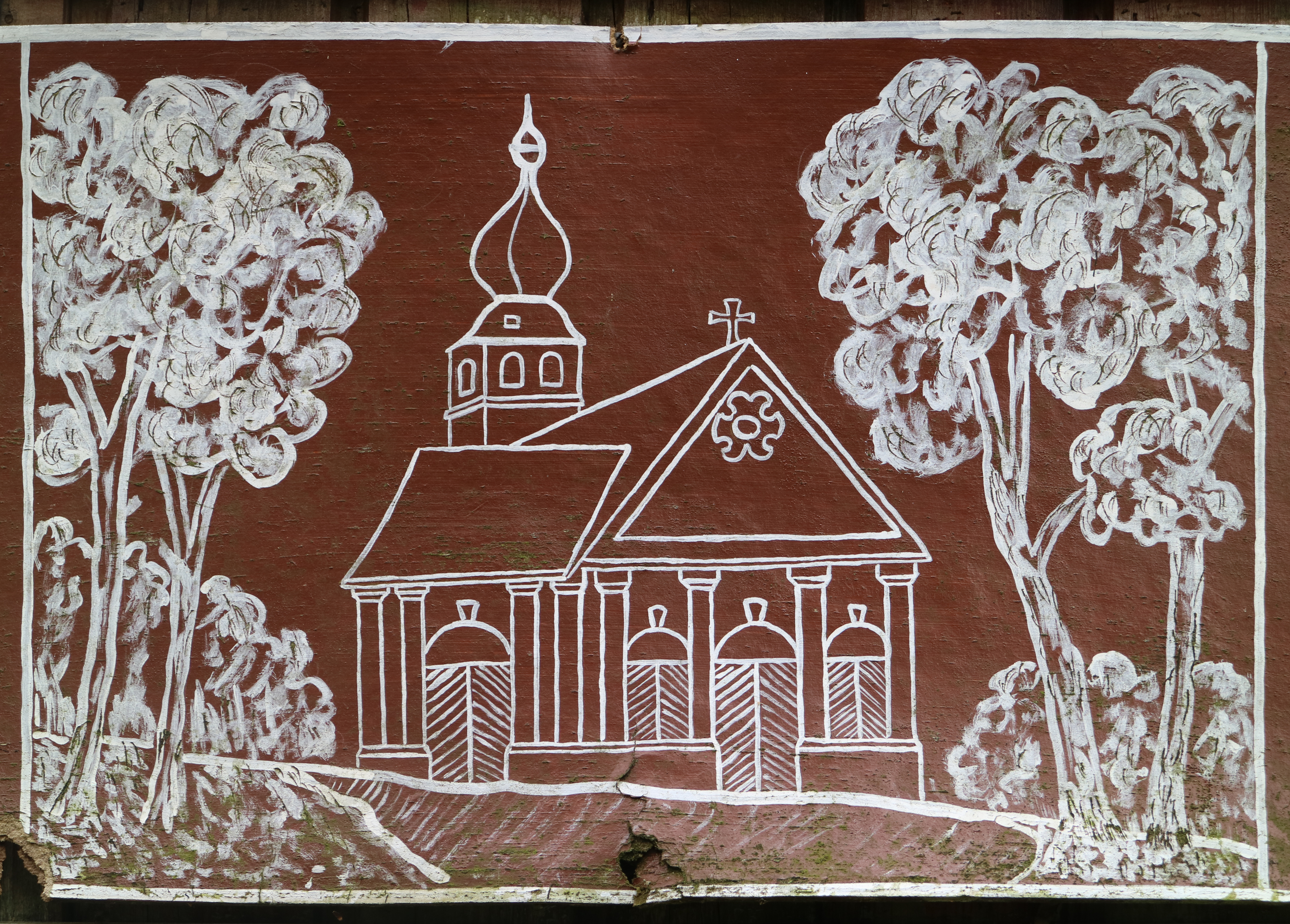
Zeichnung der Florianikirche

Auf dem Florianiberg sind künstliche Böschungen vorhanden, die von einer frühmittelalterlichen Wallanlage herrühren. Die Anlage mit mehreren Wehrringen umschloss den heutigen Kirchplatz und die Gipfelhöhe sowie einen dazwischen liegenden Wehrgraben auf drei Seiten. Schmale, teilweise erhaltene Pfade waren befestigte Wehrgänge, die am Osthang drei Abstufungen bildeten. Auf der strategisch bedeutenden Bergkuppe, von der aus man früher das gesamte Grazer Feld überblicken konnte, befand sich höchstwahrscheinlich im 10. Jahrhundert eine Fliehburg der Aribonen. Die Wallanlage wurde bis auf die Grasnarbe geschleift und das Steinmaterial zum Häuserbau in Straßgang verwendet.
Einer Sage zufolge wurde die 1597 von Maria von Bayern auf dem Berg errichtete Kirche dem Heiligen Florian geweiht, nachdem ein Gebet an diesen ein in der Nähe lebendes Greifenpaar vertrieben hatte. Nachdem ein weiteres Gebet 1670 angeblich den großen Brand im Grazer Sack gelöscht hatte, gelobten die Grazer Bürgerschaft und die innerösterreichische Hofkammer einen jährlichen Bittgang zum Florianikirchlein am 7. August. Daneben entstand das Florianifest, das ursprünglich am Florianitag und heute jedes Jahr am ersten Sonntag im Mai stattfindet. Laut Viktor Geramb geht dieses Volksfest „ländlicher Art“ möglicherweise auf einen heidnischen Maikult zurück. Aufzeichnungen aus dem 19. Jahrhundert schildern einen tausendfachen Menschenauflauf mit Gastwirten, Lebzeltern und Weinlieferungen aus Marburg sowie Gästen aus allen Teilen der Steiermark. Später reisten bis zu 20.000 Besucher mit Sonderzügen der Graz-Köflacher Bahn an. Im Jahr 1880 wurden laut Pfarrchronik Straßgang 50 Startin Wein vertrunken.
| Von dem Kirchlein tönt Geläute In des Morgens Räumen hin Durch der Fluren grüne Breite Festlich schmucke Scharen ziehn. | Und in lodichten Gewändern Pickelhäubchen, blauen Bändern Zieht das Volk des Land’s heran Zu dem heil’gen Florian. |

Das Grazer Volksblatt zeigte sich 1893 ob der „Verödung und Verweltlichung“ des Festes besorgt und sah „sich dem einstigen Frohsinne gegenüber immer mehr eine neuheidnische Bachanten-Schwärmerei breitmachen“. Heute wird das Florianifest von der Freiwilligen Feuerwehr in Seiersberg veranstaltet.